# Miep Gies
Hermine "Miep" Gies (Viena, 15 de fevereiro de 1909 – Hoorn, 11 de janeiro de 2010), mais conhecida por Miep Gies, foi uma secretária e contadora austríaca, radicada nos Países Baixos. Ela ganhou atenção mundial por ter ajudado a família de Anne Frank (Otto Frank, Margot Frank, Edith Frank-Holländer) e outros quatro judeus dos Países Baixos (Fritz Pfeffer, Hermann van Pels, Auguste van Pels, Peter van Pels) a se esconder dos nazistas no Anexo Secreto, durante a Segunda Guerra Mundial.
Miep era austríaca de nascimento, mas aos 11 anos, em 1920, ela foi levada para uma família adotiva dos Países Baixos, inicialmente para permanecer por seis meses, mas por conta da saúde frágil o período se estendeu por um ano. Ao fim desse período, Mipe decidiu ficar com eles, vivendo o resto da vida nos Países Baixos.
Em 1933, Miep começou a trabalhar para Otto Frank, um comerciante judeu que tinha se mudado da Alemanha para os Países Baixos na esperança de fugir da perseguição nazista. Miep ficou muito próxima da família e foi o grande suporte da família durante os dois anos em que se esconderam no anexo. Junto de seu colega Bep Voskuijl, ela guardou o diário de Anne Frank depois da prisão da família e manteve os papéis a salvo até a libertação de Otto do campo de concentração de Auschwitz, em junho de 1945, quando soube da morte da filha mais nova.
A esperança de Miep era devolver o diário pessoalmente a Anne, mas o entregou a Otto, que compilou o diário para sua primeira publicação em 1947. Em colaboração da escritora Alison Leslie Gold, Miep escreveu o livro Anne Frank Remembered: The Story of the Woman Who Helped to Hide the Frank Family, em 1987.

## Biografia
Miep nasceu em Viena, em 1909. Era filha de Mathias e Karolina Santruschitz. Miep foi levada para Leiden, na província Holanda do Sul, em dezembro de 1920, na tentativa de fugir do racionamento de comida que prevalecia na Áustria por conta da Primeira Guerra Mundial. A família adotiva, os Nieuwenburgs, eram uma família da classe trabalhadora que já tinha cinco filhos biológicos, mas aceitou cuidar de Miep, apelido por eles cunhado. Em 1922, ela se mudou para a casa da família adotiva, em Amsterdã.
Miep era uma ótima aluna, porém reservada e independente. Depois de se formar no ensino médio, trabalhou como contadora e em 1933 começou a trabalhar como secretária para a divisão holandesa de uma companhia de especiarias alemã, chamada Opekta. Miep gostava muito de dançar e vivia em clubes de dança com as amigas na época.
Otto Frank mudou a família da Alemanha para os Países Baixos e foi indicado gerente de operações da divisão holandesa da Opekta. Miep e seu noivo, Jan Gies, logo se tornaram amigos da família Frank. Depois de se recusar a fazer parte de uma associação nazista feminina, o passaporte de Miep foi cancelado e ela recebeu uma ordem de deportação para Áustria dentro de 90 dias. Mesmo com dificuldades, Miep se casou com Jan em 16 de julho de 1941 para poder obter a cidadania holandesa e assim escapar da deportação. A fluência de Miep tanto em holandês quanto em alemão ajudou a família Frank a ser melhor aceita pela sociedade local e o casal era visita frequente na casa dos Frank.

## Escondendo as famílias
Junto de seu marido e outros funcionários da Opekta (Victor Kugler, Johannes Kleiman e Bep Voskuijl), Miep ajudou a família Frank, Hermann, Peter e Auguste, van Pels e Fritz Pfeffer a se esconderem no anexo em cima dos escritórios da companhia em Amsterdã, em 6 de julho de 1942 até 4 de agosto de 1944. Depois de ver como os judeus de Amsterdã eram tratados, Miep achava que deveria fazer alguma coisa para salvar quem pudesse. Miep não contou a ninguém, nem mesmo seus pais sobre as pessoas que se escondiam no anexo.
Ao comprar comida para as famílias escondidas, Miep tentava evitar levantar qualquer suspeita, visitando lugares diferentes durante o dia e comprando de diferentes mercados. Nunca carregava mais do que uma sacola de comida, escondendo algumas coisas dentro do casaco. Para impedir que outros funcionários da empresa desconfiassem, Miep tentava não entrar no escritório abaixo do anexo durante o dia. Seu marido também ajudava com os cartões de racionamento que obtidos de maneira ilegal.
Em seu apartamento, perto daquele que a família Frank morava antes de se esconder no anexo, Miep e o marido, que pertencia à resistência holandesa, escondiam um estudante universitário anti-nazista.

## A captura
Na manhã do dia 4 de agosto de 1944, em sua mesa, junto de Voskuijl and Kleiman, Miep foi confrontada por um homem armado, ordenando que eles não se mexessem. As famílias foram descobertas pela Grüne Polizei, que prendeu todos eles, bem como Kugler e Kleiman. No dia seguinte, Miep foi até a sede da polícia alemã na esperança de descobrir onde eles estavam. Ela ofereceu dinheiro para conseguir a liberdade deles, mas não conseguiu. Miep e seus colegas poderiam ser executados por ajudar os judeus, mas ela não foi presa porque o policial que a interrogou era de Viena e reconheceu seu sotaque, deixando-a ir embora. Miep e o marido permaneceram em Amsterdã até o fim da guerra.
Antes que o lugar fosse esvaziado pelas autoridades, Miep encontrou o diário de Anne e o guardou, determinada a devolver à garota quando ela voltasse. Com o fim da guerra, Miep descobriu que Anne morreu no campo de Bergen-Belsen e então entregou o diário e outros escritos de Anne a seu pai, Otto, depois que ele foi libertado de Auschwitz. Depois de transcrever algumas partes para membros da família, Otto percebeu a veia literária de Anne e conseguiu que o diário fosse publicado em 1947. Miep Gies não leu os diários antes de entregá-los a Otto, mas comentou posteriormente que se tivesse lido, ela os teria destruído, já que eles continham os nomes de todos aqueles que ajudaram a família em seu tempo no anexo.

## Morte
Miep Gies morreu em 11 de janeiro de 2010, em Hoorn, um mês antes do seu aniversário de 101 anos, devido a uma queda. Seu corpo foi cremado e as cinzas entregue à família.